# Neurolinguistischer Ansatz
Der neurolinguistische Ansatz (NLA) ist eine Unterrichtsmethode, die beim Unterrichten bzw. beim Erwerb von Zweit- oder Zielsprachen (abgekürzt L2/LZ) im Schulunterricht eingesetzt wird und die Fähigkeit sowohl zur mündlichen als auch zur schriftlichen Kommunikation fördert. In Kanada ist dieser Ansatz auch bekannt als „français intensif“ (FI) bzw. auf Deutsch „Intensivfranzösisch“ (IF).

## Historischer Kontext
Der NLA wurde in Kanada von Claude Germain (Abteilung für Sprachdidaktik, Universität von Québec in Montréal) und Joan Netten (Fakultät für Bildung, Memorial University of Newfoundland) im Zusammenhang mit dem wachsenden Einfluss der aufkommenden Bildungsneurowissenschaft konzipiert. Er basiert in erster Linie auf der Forschung von Michel Paradis (1994, 2001, 2009) von der McGill University und dem Institut für Kognitionswissenschaften, der Universität von Quebec in Montreal (UQAM), Nick Ellis (Zentrum für Komplexe Systeme, Universität von Michigan) und Norman Segalowitz (2010) vom TESOL Center, Concordia University (Montreal) und wird auch von Wygotskys Konzept der sozialen Interaktion (1997) geprägt.
Was den NLA auszeichnet, ist die Notwendigkeit, im Klassenraum die beiden Komponenten jeder effektiven Kommunikation selbstständig zu entwickeln: eine implizite Kompetenz oder die Fähigkeit, mündlich spontan eine L2/LZ anzuwenden mit explizitem Wissen oder Bewusstsein, wie die Sprache funktioniert, Grammatikregeln und Vokabular. Diese Dimension des Ansatzes basiert auf den Forschungen von Paradis (1994, 2004) und Nick Ellis (2011). Paradis unterscheidet in seiner Forschung klar zwischen explizitem Wissen, das bewusstes Wissen über eine L2 / LZ meint und durch Bemerken (noticing) und Erklären gelernt wird, und der impliziten Kompetenz, welche auf unbewusste Weise nur durch den Gebrauch der Sprache in authentischen Kommunikationssituationen erworben werden kann.
Beim NLA wird die implizite Kompetenz als interne Grammatik bezeichnet. Es besteht aus einem Netzwerk neuronaler Verbindungen, die im Gehirn durch häufigen Gebrauch der gleichen Abläufe gebildet werden. Sie sind keine Regeln, sondern häufige statistische Regelmäßigkeiten von Sprachstrukturen (Paradis 2004; Ellis 2011). Darüber hinaus wird explizites Wissen beim NLA als externe Grammatik bezeichnet. Dies beruht darauf, dass die Forschung von Paradis zeigt, dass es beim expliziten Wissen (externe Grammatik) um das deklarative Gedächtnis geht, während die implizite Kompetenz (interne Grammatik) eher das Arbeitsgedächtnis (Germain & Netten 2013a) betrifft. Nach Paradis besteht keine direkte Verbindung zwischen diesen beiden Komponenten. Während die externe Grammatik im Unterricht relativ effizient gelehrt wird, kann dies nicht für die interne Grammatik gesagt werden. Folglich können regelmäßige L2 / LZ-Programme, die auf den meisten gängigen Methoden oder Ansätzen basieren, nicht dazu führen, dass spontane Kommunikation bei den meisten Schülern erworben wird. Dies gilt auch für Programme, die vorgeben, einen kommunikativen Ansatz zu verwenden, aber trotz der theoretischen Behauptungen ihrer Autoren zunächst explizites Wissen (die Regeln der Grammatik oder verankerte Wissen meistens schriftlich) vor dem Erwerb der impliziten Kompetenz, die für die mündliche Sprache charakteristisch ist (Germain & Netten 2005, 2013b; Germain 2017).

## Grundprinzipien
Der NLA basiert auf fünf Grundprinzipien, die von Germain und Netten (2011, 2012a; Netten & Germain 2012) entwickelt wurden, um im Schulunterricht die notwendigen Voraussetzungen für die mündliche Entwicklung ihrer spontanen Kommunikation in der L2 / LZ zu schaffen, bevor bei Lese- und Schreibaktivitäten auf explizite Sprachkenntnisse zurückgegriffen wird (Germain & Netten 2013b; Germain 2017).

## Erwerb der internen Grammatik (implizite Kompetenz)
Um im Unterricht eine Atmosphäre zu schaffen, in der eine begrenzte Anzahl von Sprachstrukturen verwendet und zur Entwicklung von Mustern oder neuralen Verbindungen im Arbeitsgedächtnis des Schülers in ausreichender Häufigkeit wiederverwendet werden, präsentiert jede Unterrichtseinheit drei oder vier miteinander verbundene Kommunikationsfunktionen sowie das Thema der Einheit. Jede Funktion wird einzeln in verschiedenen Situationen präsentiert und genutzt, um kurze persönliche Gespräche zwischen den Schülern zu ermöglichen. Am Ende der Einheit werden die Funktionen kombiniert, um komplexere Diskussionen zu diesem Thema zu ermöglichen. Von da an wird die mündliche Sprache in einem Konversationskontext erlernt. Die Bedeutung des Zusammenhangs für einen effektiven Transfer in andere Situationen wurde durch Segalowitz' jüngste Forschung in den kognitiven Neurowissenschaften bestätigt, insbesondere durch die PTA (processus de transfert appropié; auf Englisch: TPA – Transfer appropriate processing; auf Deutsch: angemessene Transferverarbeitung bzw. für den Transfer angemessene Verarbeitung) (Segalowitz 2010).

## Verwendung einer Alphabetisierungsperspektive bei der Vermittlung einer L2 / LZ
Literalität wird normalerweise als die Fähigkeit verstanden, Sprache zu verwenden, um die Umgebung zu interpretieren und zu verstehen. Eine Alphabetisierungsperspektive ermöglicht es dem Lehrer, das Sprachenlernen als Entwicklung von Fähigkeiten und nicht als Wissen zu betrachten. Darüber hinaus bedeutet die mündliche Entwicklung, eine erfahrene Perspektive durch neuere Forschungen in neurodidaktische Forschungen (Huc & Smith 2008) zu priorisieren, die die Entwicklung der mündlichen Fähigkeiten vor dem Lesen und Schreiben fördern. Die beim Lesen verwendeten Texte sowie Themen schriftlicher Produktion beziehen sich auf dasselbe Thema und verwenden die gleichen zunächst mündlich entwickelten Strukturen. Lesen und Schreiben werden direkt in der L2 / LZ vermittelt, ohne auf Übersetzung zurückgreifen zu müssen. Die verwendeten Strategien ähneln denen, die in der Muttersprache für die Entwicklung der Lese- und Schreibfähigkeit verwendet werden, müssen jedoch verändert werden. Zum Beispiel kann ein stärkerer Fokus auf die mündliche Vorbereitung vor dem Lesen und Schreiben gesetzt werden, der erforderlich ist, wenn eine Alphabetisierung in der L2 / LZ gegeben ist. Hinzu kommt, dass die interne Grammatik der Schüler deutlich geringer ist, als die derjeniger, die lernen, in ihrer Muttersprache (Germain & Netten 2005, 2012, 2013b; Germain 2017) zu lesen und zu schreiben. Eine auf Kompetenz fokussierte Perspektive wird auch die externe Grammatik nach der gesprochenen Sprache und kontextuell (Beobachtung der Grammatikphänomene im Lesetext und deren Verwendung beim Schreiben von Absätzen).

## Verwendung einer Projektpädagogik
Um eine interne Grammatik zu erwerben, muss die Aufmerksamkeit auf die Botschaft und nicht auf die Sprache gerichtet werden, da die interne Grammatik nur auf unbewusste Weise, das heißt, ohne bewusste Beachtung der Sprachformen erworben werden kann (Paradis 1994, 2004, 2009). Um die Erstellung sinnvoller Situationen und interessanter sowie kognitiv anspruchsvoller Aufgaben für die Schüler zu erleichtern, sind die Inhalte der pädagogischen Einheiten in einer Reihe angeordnet, die von einigen Miniprojekten bis hin zu einem Abschlussprojekt reicht. Die vorgeschlagenen Aktivitäten sind daher nicht isoliert und erfordern die aktive Beteiligung der Schüler, was andere Mechanismen des Gehirns betrifft, um für ein erfolgreiches Sprachenlernen zu sorgen (Paradis 2004). Diese Art von Organisation ermöglicht auch die Verwendung und Wiederverwendung der Sprachstrukturen jeder Einheit, während der Lehrer dem Schüler beim Lernen helfen kann, indem er allmählich den Schwierigkeitsgrad der Aufgaben und Sprachstrukturen erhöht.

## Gebrauch authentischer Kommunikationssituationen
Die Fähigkeit zur spontanen Kommunikation entwickelt sich nur durch den Einsatz authentischer Kommunikation. Es kann nicht durch kontrollierte Aufgaben oder durch das Auswendiglernen von Dialogen erlernt werden (R. Ellis 1997), da sich die auf diese Weise erlernte Sprache zunächst auf Sprachformen konzentriert und im deklarativen Gedächtnis gespeichert wird. Außerdem ist diese Art von Sprache nicht ausreichend kontextualisiert, um vom Gehirn in realen Kommunikationssituationen durch den „angemessenen Übertragungsprozess“ (PTA / TPA) (Segalowitz 2010) abgerufen zu werden. Darüber hinaus nutzt nur die authentische Kommunikation die anderen Mechanismen des Gehirns, die für einen tatsächlichen Erwerb notwendig sind, wie zum Beispiel die Motivation (Paradis 2004). Jede Kommunikation im Unterricht als Teil des NLA ist authentisch: Der Lehrer stellt keine Fragen, die unrealistisch sind und die Antworten der Schüler sind immer individuell. Die Kommunikation erfolgt immer in der L2 / LZ.

## Verwendung interaktiver Lehrstrategien
Die Interaktion zwischen Schülern in der L2 / LZ ist ein wesentlicher Bestandteil bei der Entwicklung der internen Grammatik und der Fähigkeit, spontan zu kommunizieren. Um die Interaktion zu erleichtern, werden beim NLA fünf Stufen des mündlichen Produktionsunterrichts genutzt und Aktivitäten zwischen Gleichaltrigen (peers) und in Kleingruppen in den Unterrichtseinheiten gefördert. Die Schüler sind jedoch sprachlich darauf vorbereitet, die Strukturen zu nutzen, die sie zur Durchführung der erforderlichen Aufgaben benötigen, aber die Interaktionen sind insofern authentisch, als die Schüler ihre eigenen Gedanken ausdrücken. Darüber hinaus gibt es drei weitere spezifische Lehrstrategien, die empfohlen werden: Gewandtheit, Genauigkeit und die Schärfung des Hörens. Die Schüler müssen mit vollständigen Sätzen beim Erlernen neuer Sprachstrukturen antworten, um die Konstruktion ihrer internen Grammatik zu erleichtern und die L2 / LZ mit Geschick / Leichtigkeit zu verwenden. Für die interne Grammatik wird durch die Genauigkeit durch die laufende Korrektur von mündlichen Fehlern, die in gewisser Weise den Unterricht von Grammatikregeln durch die Entwicklung der inneren Grammatik ersetzt. Was die Schärfung des Hörens betrifft, werden dadurch die üblichen Übungen zum mündlichen Verstehen: Es geht darum, „die Lernenden dazu zu zwingen, ständig zu hören, was der Lehrer und die anderen Lernenden sagen“ (Germain 2018, p.89). Beim NLA werden acht Lehr-/Lernstrategien sowohl für das Lesen als auch für das Schreiben verwendet.
Derzeit (2014) gibt es mehrere NLA-Anträge, darunter das FI-Programm in Kanada und ein Französisch-Erwerbsprogramm an einer Universität und Highschool in China. Das FI-Programm in Kanada, das für Schüler der Klassenstufen 5 und 6 (11 oder 12 Jahre) offen ist und bis zum Ende der Highschool dauert, begann in der kanadischen Provinz Terre-Neuve-et-Labrador im Jahr 1988. Seitdem hat es sich auf fast alle kanadischen Provinzen und Territorien verbreitet (in Québecs vorwiegend französischsprachiger Provinz gibt es ein intensives Englischprogramm, das ähnlich, aber nicht identisch mit FI ist, weil es nicht auf den Prinzipien des NLA basiert). Mehr als 62.000 Studenten haben seit ihrer Gründung am FI-Programm in Kanada teilgenommen. In China richtet sich das Programm seit 2010 an junge Erwachsene im Alter von etwa 19 Jahren an der Normal University of South China, Guangzhou – auf Französisch: Canton; auf Deutsch: Kanton (Gal Bailly 2011; Ricordel 2012), findet großes Interesse bei anderen chinesischen Institutionen (zum Beispiel in einer Highschool, wo es seit 2014 in Betrieb ist) sowie in Japan, Taiwan, Iran, Belgien, Frankreich, Brasilien, Mexiko und Kolumbien (Germain 2017).
Diese Programme wurden unter der Leitung des NLA entwickelt. Gegenwärtig werden in Kanada andere Anwendungen des NLA von anderen Fachleuten entwickelt, um bestimmte First-Nations-Sprachen in den Yukon und den Territoires-du-Nord-Ouest zu unterrichten, in Saskatchewan und den Prinz-Edward-Inseln sowie in der James Bay Region (Québec) für den Englisch-, Französisch- und Creeunterricht. Jede Lehrplanressource, die den Prinzipien des NLA entspricht, kann angepasst werden, um Kommunikationsfähigkeiten in jeder L2 / LZ zu vermitteln, was zwei kürzlich durchgeführte akademische Versuche bei Frankophonen aus Québec (genauer: an der UQAM – l'Université du Québec à Montréal) und bei Japanern, Spanisch zu lehren bzw. zu lernen, zeigen wollen.